# جبال الألب الجنوبية

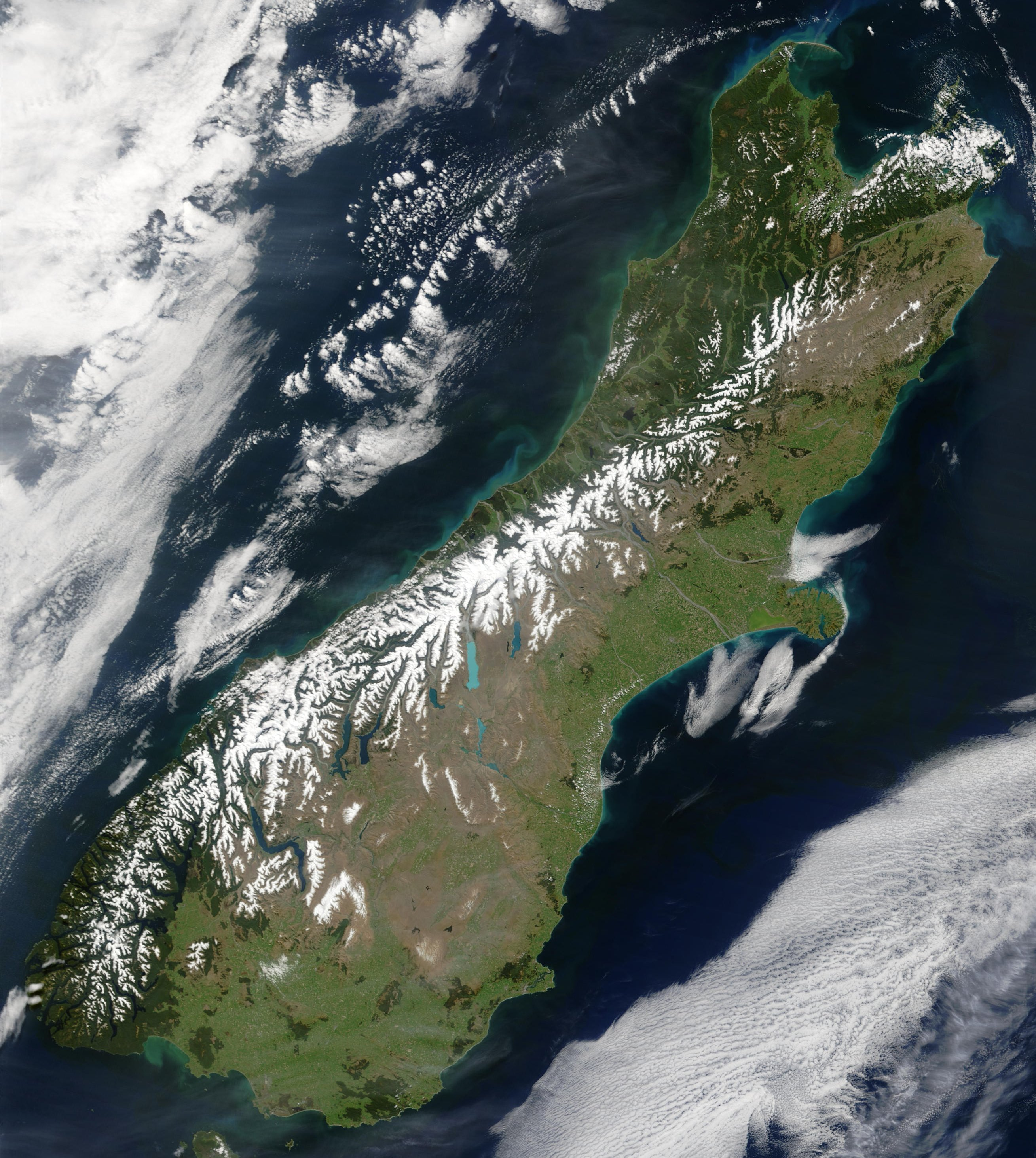
الثلوج أبرز ما يغطي جبال الألب الجنوبية في صورة تم التقاطها بالأقمار الصناعية للجزيرة الجنوبية في نيوزيلندا.

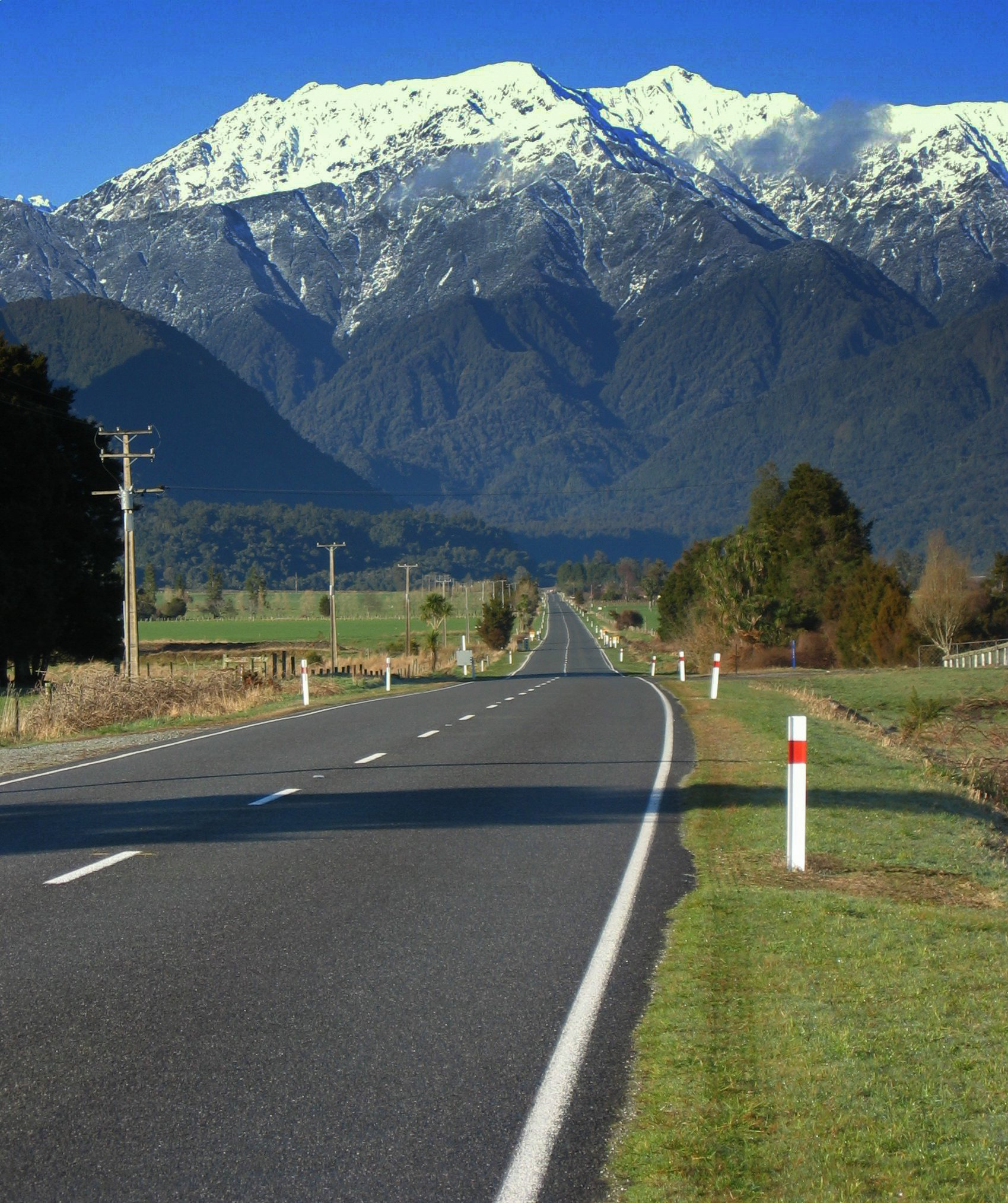
مشهد لجبال الألب الجنوبية من الطريق.

سلسلة جبال الألب الجنوبية هي سلسلة جبلية ارتفاعها أعلى بكثير من الجزيرة الجنوبية لنيوزيلندا لتصل إلى أقصى ارتفاعٍ لها بالقرب من الجانب الغربي للجزيرة. ويشير مصطلح «جبال الألب الجنوبية» عمومًا إلى السلسلة بأكملها، على الرغم من تسمية العديد من السلاسل الصغيرة التي تشكل جزءًا من جبال الألب بأسماءٍ مختلفة.
وتشمل السلسلة الجبلية الحاجز الرئيسي للجزيرة الجنوبية الذي يفصل بين المجمعات المائية للمناطق المأهولة بالسكان في الجانب الشرقي من الجزيرة عن تلك الموجودة في الساحل الغربي. وسياسيًا، يشكل الحاجز الرئيسي حدودًا بين كلٍ من كانتربري ومناطق الساحل الغربي.

## الموقع والوصف
تشغل جبال الألب الجنوبية مساحة 450 كيلو مترًا من الشمال إلى الجنوب. وتعد أعلى قمة هي قمة أوركي/جبل كوك وهي أعلى نقطة في نيوزيلاندا بارتفاع يصل إلى 3,754 متر (12,320 قدم)، كما توجد أيضًا ست عشرة نقطةً أخرى في السلسلة الجبلية يتجاوز ارتفاعها ثلاثة آلاف متر. وتقطع الوديان والبحيرات الجليدية طريق الجبال. ووفقًا للبيان المُفصل الذي أُجري في أواخر السبعينيات، فإن جبال الألب الجنوبية تحتوي على ما يزيد عن ثلاثة آلاف مثلجة (نهر جليدي) بطول يزيد عن هكتار واحد، ويعتبر أطولها – نهر تسمان الجليدي – الذي يبلغ طوله 29 كيلو مترًا إلى الأسفل باتجاه بحيرة بيوكاكي (Lake Pukaki). وتوجد سلسلة من البحيرات الجليدية على الجانب الشرقي من السلسلة الجبلية تمتد من بحيرة كوليردج (Lake Coleridge) في الشمال حتى بحيرة واكاتيبو (Lake Wakatipu) في أوتاجو (Otago) في الجنوب.
وتشمل المستوطنات ماروا سبرينغز، ومنتجعًا صحيًا بالقرب من ممر لويس الجبلي، ومدينة ممر آرثر، وبعض المنتجعات على ضفاف البحيرة.
قام الـقبطان كوك (Captain Cook) بتسمية جبال الألب الجنوبية بهذا الاسم في الثالث والعشرين من مارس عام 1770، وهو أيضًا من قام بوصف «ارتفاعها المذهل». ولقد لاحظ هذه الجبال مسبقًا أبل تاسمان (Abel Tasman) عام 1642 الذي كان غالبًا ما تتم ترجمة وصفه للساحل الغربي للجزيرة الجنوبية «بالأرض المرتفعة عاليًا».
تقع جبال الألب الجنوبية بطول حدود الصفائح الجيولوجية، وهي جزء من منطقة الحزام الناري، مع صفيحة المحيط الهادئ إلى الجنوب الشرقي باتجاه الغرب مصطدمة بحركة الصفائح بين الهند-وأستراليا شمالاً إلى الشمال الغربي. وعلى مدى 45 مليون عام مضى، قام هذا الاصطدام بدفع 20 كم من كثافة الصخور على صفيحة المحيط الهادئ لتكوِّن جبال الألب، على الرغم من تآكل جزء كبير من هذه الصخور. ولقد ازدادت سرعة الارتفاع خلال خمسة ملايين سنة الماضية، وتواصل الجبال ارتفاعها الآن عن طريق الضغط التكتوني (tectonic)؛ مسببة بذلك حدوث الزلازل في الفالق الآلبي. وعلى الرغم من الارتفاع الأساسي، فإن معظم الحركة النسبية على طول الفالق الآلبي هي حركة جانبية، وليست حركة رأسية.

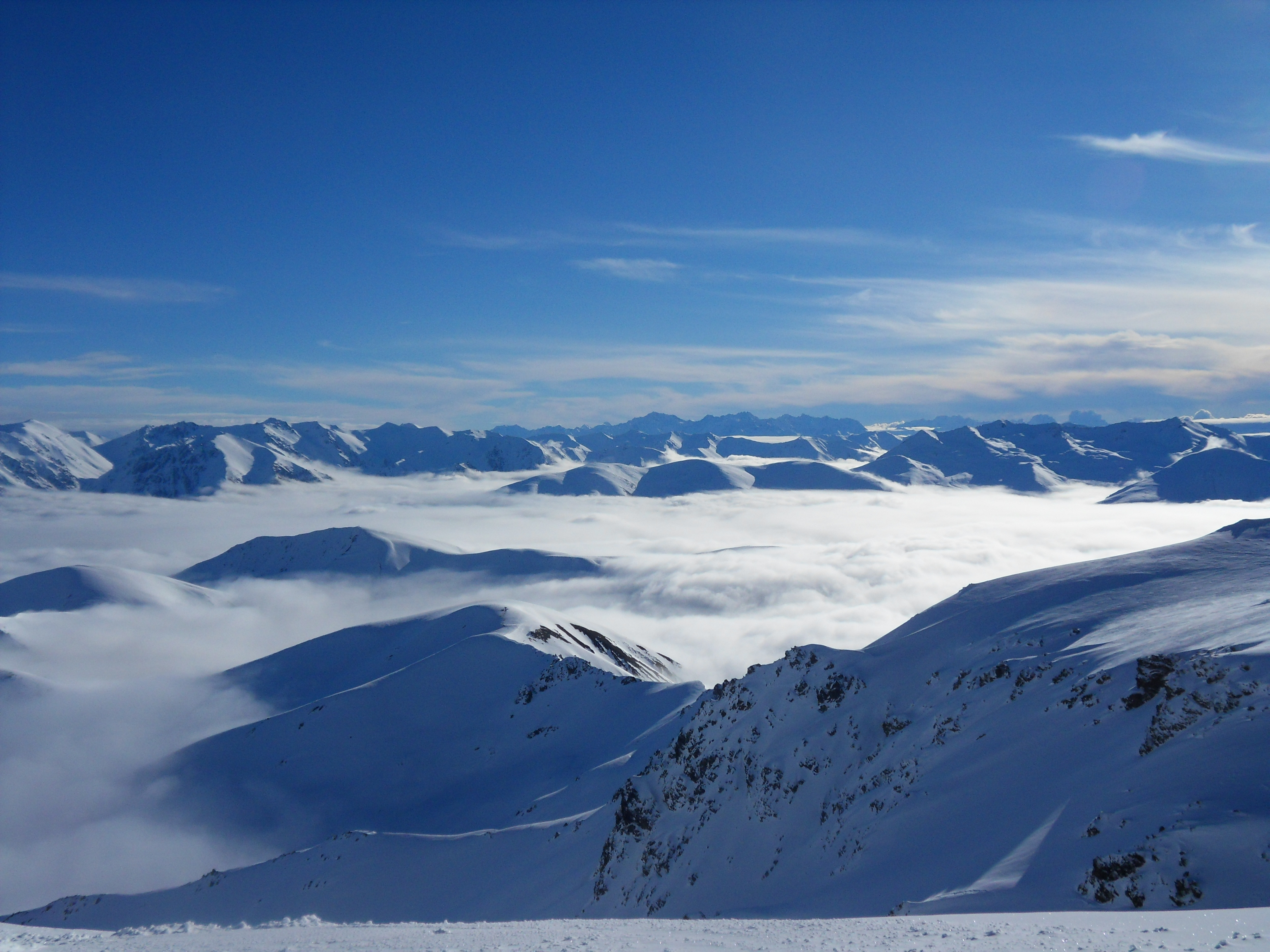
منظر لجبال الألب الجنوبية من على جبل هوت

ويعد المناخ مناخًا باردًا مع وجود الثلج والجليد على مدار السنة في أعلى النقاط ارتفاعًا.
وبسبب اتجاهها العمودي على الرياح الغربية السائدة، تخلق السلسلة الجبلية ظروفًا ممتازة لارتفاع الأمواج من أجل قائدي الطائرات الشراعية. ولقد حققت مدينة أومارما (Omarama)، الواقعة في المنطقة المحجوبة عن الرياح من الجبال، شهرة دولية بسبب ظروف الطيران الشراعي بها. كما تخلق الرياح الغربية السائدة نمطًا من الطقس معروفًا باسم قوس شمال غرب حيث يتم دفع الهواء الرطب فوق الجبال مكونًا بذلك قوسًا من السحب البيضاء ومن الناحية الأخرى السماء الزرقاء. يمكن رؤية هذا النمط من الطقس بشكلٍ متكرر في فصل الصيف عبر كانتربري وشمال أوتاجو. وتعد الرياح «الشمالية الغربية» نوعًا من رياح فون (foehn wind) مشابهةً لـشينوك (Chinook) في كندا، حيث تجبر السلاسل الجبلية، الواقعة في طريق الرياح السائدة المحملة بالرطوبة، الهواء على الاتجاه إلى أعلى وبذلك تقوم بتبريد الهواء وتكثيف الرطوبة في المطر وإنتاج الرياح الجافة الساخنة في الهواء الهابط في المنطقة المحجوبة عن الرياح من الجبال.

## الحياة النباتية
تعد الجبال غنيةً نباتيًا بنسبة تصل إلى حوالي 25% من الأنواع النباتية في البلاد التي تقع ما فوق خط الأشجار في مواطن النبات والمراعي في النباتات الآلبية مع وجود غابات جبل الزان على ارتفاعات أقل (من الجانب الشرقي ليس في ويستلاند). وتُغطى المنحدرات الباردة التي تعصف بها الرياح فوق خط الأشجار بمناطق فيلفيلد (fellfield). وفي اتجاه الشرق تهبط جبال الألب لتصل إلى المناطق العشبية العالية في كانتربري وأوتاجو. تتكيف النباتات مع الظروف الآلبية بما في ذلك الشجيرات الخشبية مثل الـهيبي، ودراكوفيلام، وكوبروسما وشجر الكونيفير سنو توتارا (بودوكاربوس نيفاليس)، وسعادي أعشاب البردي.

## الحيوانات

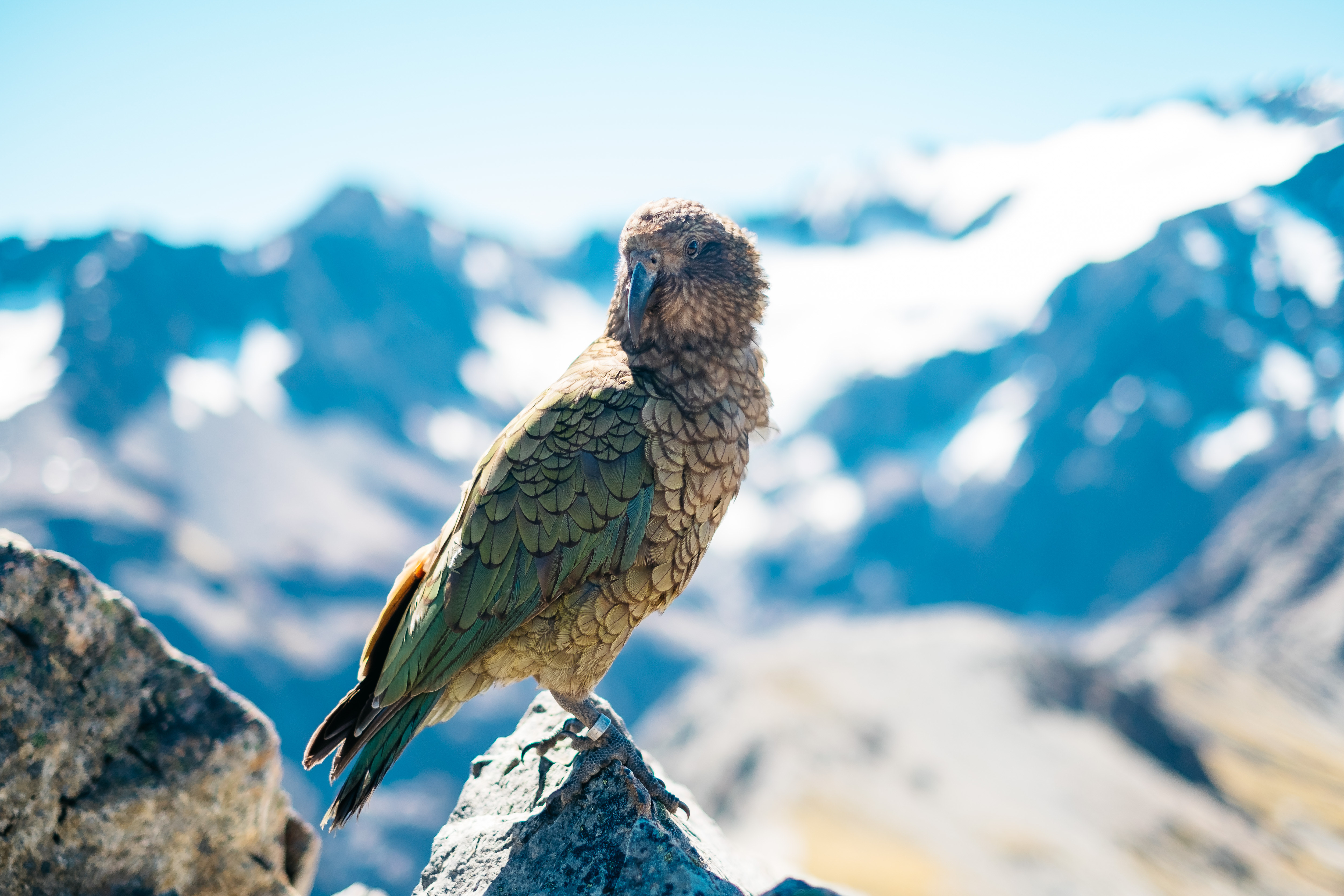
قمة ممر آرثر، نيوزيلندا

تشمل الحياة البرية في الجبال الحيوانات المتوطنة، الروك رين (Xenicus gilviventris) وحيوان الكي (kea)، وهو ببغاء كبير تم اصطياده مرة واحدة كآفة ضارة. كما يوجد أيضًا عدد من الحشرات المتوطنة التي تتكيف مع هذه الارتفاعات العالية خاصةً الذباب، والفراشات، والخنافس، والنحل. وتعد غابات الزان ذات الارتفاعات المنخفضة موطنًا مهمًا لنوعين من الطيور؛ طائر الكيوي المرقط الكبير (Apteryx haastii) وطائر الجزيرة الجنوبية الكاكا (Nestor meridionalis meridionalis).
وتعتبر جبال الألب الجنوبية من المناطق الثقافية الجاذبة للسياحة.

## التهديدات وعمليات المحافظة
تعد الجبال من المناطق التي يصعب الوصول إليها والحفاظ على النباتات الطبيعية بها. وهناك نسبة كبيرة من السلسلة الجبلية تتم حمايتها جيدًا باعتبارها جزءًا من المتنزهات الوطنية المتعددة، ولاسيما الحديقة الوطنية ويستلاند تاي بوتيني، والحديقة الوطنية لجبل آسبيرنج، والحديقة الوطنية أوركي/ماونت كوك، أو [المناطق المحمية مثل حديقة بحيرة سومنر فورست. وتتأثر الحياة النباتية الأصلية بالحيوانات الموجودة مثل الأيل الأحمر (Cervus elaphus)، والشامواه (Rupicapra rupicapra)، وطهر الهيمالايا (Hemitragus jemlahicus)، وجميعها حيوانات تعرضت في وقت ما إلى القتل لتقليل عددها، في حين أن الطيور والزواحف كانت عرضة للهجوم من قِبل الحيوانات المفترسة.